# Giovanni Correnti
Giovanni Correnti (8 de junho de 1940 - 13 de outubro de 2016) foi um advogado e político italiano, que serviu como senador (1988-1992), deputado (1992-1994) e prefeito de Novara (1997-2001).